# Eurocup 2009/10
Die Saison 2009/10 war die 8. Spielzeit des von der ULEB ausgetragenen Eurocups.
Den Titel gewann zum zweiten Mal der Valencia Basket Club aus Spanien.

## Modus
Die Qualifikation begann am 20. Oktober 2009 und endete am 3. November 2009. Die reguläre Saison begann am 24. November 2009 und endete am 18. April 2010 mit dem Endspiel des Final-Four-Turnier. An der ersten Gruppenphase nahmen 32 Teams teil. Neben den 24 direkt qualifizierten Mannschaften waren es acht Teams aus der 2. Qualifikationsrunde. Die 32 Teams wurden aufgeteilt in acht Gruppen mit je vier Teams. Es wurde eine Doppelrunde jeder gegen jeden gespielt. Die beiden Besten jeder Gruppe kamen in die zweite Gruppenphase. Die Runde der letzten 16 wurde zum ersten Mal in der Geschichte des Eurocups gespielt. So wie in der ersten Gruppenphase wurden die 16 Mannschaften in vier Vierergruppen aufgeteilt. Es wurde eine Doppelrunde jeder gegen jeden gespielt. Die beiden Besten jeder Gruppe kamen in das Viertelfinale. Der Sieger des Turniers wurde in einem Final 4-Turnier ermittelt.

## Qualifikationsrunde
|                       | Gesamt  |                        | Hinspiel | Rückspiel |
| --------------------- | ------- | ---------------------- | -------- | --------- |
| My Guide Amsterdam    | 112:141 | MBK Dynamo Moskau      | 64:63    | 48:78     |
| Dexia Mons-Hainaut    | 139:142 | Valencia Basket Club   | 78:63    | 61:79     |
| WBC Raiffeisen Wels   | 155:169 | Beşiktaş Istanbul      | 74:69    | 81:100    |
| VEF Rīga              | 158:168 | Panellinios Athen      | 79:94    | 79:74     |
| Brose Baskets Bamberg | 129:128 | KK Budućnost Podgorica | 64:61    | 65:67     |
| BK Donezk             | 150:153 | Bizkaia Bilbao Basket  | 71:63    | 79:90     |
| APOEL Nikosia         | 139:140 | Bancatercas Teramo     | 77:63    | 62:77     |
| Chorale Roanne Basket | 162:169 | Hapoel Jerusalem       | 83:81    | 79:88     |

## Teilnehmende Mannschaften (Gruppenphase)
| Land/Liga                   | Mannschaft                | Halle                         | Kapazität | VJP 1 | Land/Liga                 | Mannschaft                        | Halle                       | Kapazität | VJP 1 |
| --------------------------- | ------------------------- | ----------------------------- | --------- | ----- | ------------------------- | --------------------------------- | --------------------------- | --------- | ----- |
| Basketball League Belgium   | Spirou Basket (Charleroi) | RTL Spiroudome                | 7560      | M     | Dominet Basket Liga       | PGE Turów Zgorzelec               | Tipsport Arena              | 7500      | 2     |
| Basketball-Bundesliga       | Brose Baskets (Bamberg)   | Jako-Arena                    | 6800      | HF    | Superleague Russland      | UNICS Kasan                       | Basket Hall Arena           | 7500      | HF    |
| Basketball-Bundesliga       | ALBA Berlin               | O2 World                      | 14.800    | HF    | Superleague Russland      | Triumph Ljuberzy                  | Sportpalast Triumph         | 3500      | VF    |
| Basketball-Bundesliga       | Telekom Baskets Bonn      | Telekom Dome                  | 6000      | FI    | Superleague Russland      | MBK Dynamo Moskau                 | Sportpalast Krylatskom      | 5000      | VF    |
| Ligue Nationale de Basket   | Cholet Basket             | Salle de la Meilleraie        | 5100      | 9     | Superleague Russland      | Spartak St. Petersburg            | Jubileiny-Sportkomplex      | 7700      | HF    |
| Ligue Nationale de Basket   | Le Mans Sarthe Basket     | Antarès                       | 6003      | HF    | Naša Liga 2               | KK Crvena Zvezda                  | Hala Pionir                 | 8150      | FI    |
| Ligue Nationale de Basket   | SLUC Nancy Basket         | Palais des sports Jean Weille | 6027      | HF    | Naša Liga 2               | KK Hemofarm (Vršac)               | Millennium Center           | 4058      | 4     |
| A1 Ethniki                  | Panellinios Athen         | Hellinikon Olympic Arena      | 15000     | VF    | Liga ACB                  | Joventut de Badalona              | Pavelló Olímpic de Badalona | 12500     | VF    |
| A1 Ethniki                  | Aris Saloniki             | Alexandreio Melathron         | 5500      | HF    | Liga ACB                  | Bizkaia Bilbao Basket             | Bizkaia Arena               | 10400     | VF    |
| Ligat ha’Al                 | Hapoel Jerusalem          | Malha Arena                   | 3000      | HF    | Liga ACB                  | CB Gran Canaria                   | Centro Insular              | 5000      | VF    |
| Lega Basket Serie A         | Lauretana Biella          | BiellaForum                   | 5707      | HF    | Liga ACB                  | Valencia Basket Club              | Pabellón Fuente de San Luis | 9000      | VF    |
| Lega Basket Serie A         | BancaTercas Teramo        | PalaScapriano                 | 3500      | VF    | Národní Basketbalová Liga | ČEZ Nymburk                       | ČEZ Aréna Pardubice         | 10300     | M     |
| Lega Basket Serie A         | Benetton Treviso          | Palaverde                     | 5134      | HF    | Türkiye Basketbol Ligi    | Türk Telekom Ankara               | Atatürk Sport Hall          | 4500      | HF    |
| A1 Liga 2                   | KK Zadar                  | Dvorana Krešimira Ćosića      | 10000     | F     | Türkiye Basketbol Ligi    | Beşiktaş Cola Turka (Istanbul)    | BJK Akatlar Arena           | 4500      | VF    |
| Latvijas Basketbola Līga 3  | BK Ventspils              | Arena Riga                    | 12500     | M     | Türkiye Basketbol Ligi    | Galatasaray Café Crown (Istanbul) | Abdi İpekçi Arena           | 12500     | HF    |
| Litauische Basketballliga 3 | KK Šiauliai               | Šiaulių Arena                 | 5500      | HF    | Basketball Superliga      | BK Asowmasch Mariupol 4           | Sportkompleks Illichivets   | 12000     | M     |

## 1. Gruppenphase

### Gruppe A
| Team                      | Sp | S | N | P+  | P-  |
| ------------------------- | -- | - | - | --- | --- |
| 1. ALBA Berlin            | 6  | 5 | 1 | 463 | 459 |
| 2. Galatasaray Café Crown | 6  | 3 | 3 | 515 | 519 |
| 3. BancaTercas Teramo     | 6  | 2 | 4 | 480 | 482 |
| 4. BK Asowmasch Mariupol  | 6  | 2 | 4 | 496 | 502 |

### Gruppe B
| Team                     | Sp | S | N | P+  | P-  |
| ------------------------ | -- | - | - | --- | --- |
| 1. Valencia Basket Club  | 6  | 5 | 1 | 420 | 411 |
| 2. Le Mans Sarthe Basket | 6  | 3 | 3 | 482 | 445 |
| 3. Triumph Ljuberzy      | 6  | 3 | 3 | 430 | 473 |
| 4. KK Hemofarm           | 6  | 1 | 5 | 477 | 480 |

### Gruppe C
| Team                | Sp | S | N | P+  | P-  |
| ------------------- | -- | - | - | --- | --- |
| 1. Aris Saloniki    | 6  | 5 | 1 | 492 | 450 |
| 2. Hapoel Jerusalem | 6  | 3 | 3 | 503 | 487 |
| 3. KK Zadar         | 6  | 3 | 3 | 500 | 486 |
| 4. KK Šiauliai      | 6  | 1 | 5 | 494 | 566 |

### Gruppe D
| Team                    | Sp | S | N | P+  | P-  |
| ----------------------- | -- | - | - | --- | --- |
| 1. UNICS Kasan          | 6  | 5 | 1 | 498 | 421 |
| 2. Joventut de Badalona | 6  | 5 | 1 | 485 | 457 |
| 3. Beşiktaş Cola Turka  | 6  | 1 | 5 | 499 | 578 |
| 4. Telekom Baskets Bonn | 6  | 1 | 5 | 446 | 472 |

### Gruppe E
| Team                      | Sp | S | N | P+  | P-  |
| ------------------------- | -- | - | - | --- | --- |
| 1. Bizkaia Bilbao Basket  | 6  | 6 | 0 | 510 | 432 |
| 2. Türk Telekom Ankara    | 6  | 3 | 3 | 479 | 452 |
| 3. Spartak St. Petersburg | 6  | 3 | 3 | 456 | 462 |
| 4. Spirou Basket          | 6  | 0 | 6 | 384 | 483 |

### Gruppe F
| Team                 | Sp | S | N | P+  | P-  |
| -------------------- | -- | - | - | --- | --- |
| 1. KK Crvena Zvezda  | 6  | 5 | 1 | 498 | 452 |
| 2. Benetton Treviso  | 6  | 4 | 2 | 494 | 475 |
| 3. Cholet Basket     | 6  | 3 | 3 | 442 | 438 |
| 4. MBK Dynamo Moskau | 6  | 0 | 6 | 430 | 499 |

### Gruppe G
| Team                   | Sp | S | N | P+  | P-  |
| ---------------------- | -- | - | - | --- | --- |
| 1. Panellinios Athen   | 6  | 4 | 2 | 457 | 415 |
| 2. CB Gran Canaria     | 6  | 4 | 2 | 425 | 416 |
| 3. SLUC Nancy          | 6  | 3 | 3 | 445 | 444 |
| 4. PGE Turów Zgorzelec | 6  | 1 | 5 | 444 | 496 |

### Gruppe H
| Team                | Sp | S | N | P+  | P-  |
| ------------------- | -- | - | - | --- | --- |
| 1. ČEZ Nymburk      | 6  | 4 | 2 | 469 | 405 |
| 2. Brose Baskets    | 6  | 4 | 2 | 495 | 422 |
| 3. Lauretana Biella | 6  | 4 | 2 | 460 | 437 |
| 4. BK Ventspils     | 6  | 0 | 6 | 346 | 506 |

## 2. Gruppenphase

### Gruppe I
| Team                     | Sp | S | N | P+  | P-  |
| ------------------------ | -- | - | - | --- | --- |
| 1. ALBA Berlin           | 6  | 4 | 2 | 419 | 409 |
| 2. Aris Saloniki         | 6  | 3 | 3 | 447 | 407 |
| 3. Joventut de Badalona  | 6  | 3 | 3 | 408 | 431 |
| 4. Le Mans Sarthe Basket | 6  | 2 | 4 | 420 | 447 |

### Gruppe J
| Team                      | Sp | S | N | P+  | P-  |
| ------------------------- | -- | - | - | --- | --- |
| 1. Valencia Basket Club   | 6  | 5 | 1 | 487 | 465 |
| 2. Hapoel Jerusalem       | 6  | 4 | 2 | 507 | 480 |
| 3. UNICS Kazan            | 6  | 3 | 3 | 477 | 484 |
| 4. Galatasaray Café Crown | 6  | 0 | 6 | 526 | 568 |

### Gruppe K
| Team                     | Sp | S | N | P+  | P-  |
| ------------------------ | -- | - | - | --- | --- |
| 1. Bizkaia Bilbao Basket | 6  | 4 | 2 | 447 | 400 |
| 2. Panellinios Athen     | 6  | 4 | 2 | 462 | 457 |
| 3. Benetton Treviso      | 6  | 2 | 4 | 450 | 460 |
| 4. Brose Baskets         | 6  | 2 | 4 | 410 | 452 |

### Gruppe L
| Team                   | Sp | S | N | P+  | P-  |
| ---------------------- | -- | - | - | --- | --- |
| 1. CB Gran Canaria     | 6  | 4 | 2 | 440 | 431 |
| 2. ČEZ Nymburk         | 6  | 3 | 3 | 447 | 446 |
| 3. KK Crvena Zvezda    | 6  | 3 | 3 | 440 | 426 |
| 4. Türk Telekom Ankara | 6  | 2 | 4 | 474 | 498 |

## Finalrunde
Die Viertelfinalspiele fanden am 24. und 31. März 2010, das Final-Four-Turnier am 17. und 18. April in Vitoria statt.
| ALBA Berlin           | 61 | 72 |  |  |                       |    |  |  |                       |    |
| Hapoel Jerusalem      | 67 | 59 |  |  |                       |    |  |  |                       |    |
|                       |    |    |  |  | ALBA Berlin           | 77 |  |  |                       |    |
|                       |    |    |  |  | Bizkaia Bilbao Basket | 70 |  |  |                       |    |
| Bizkaia Bilbao Basket | 59 | 46 |  |  |                       |    |  |  |                       |    |
| ČEZ Nymburk           | 47 | 52 |  |  |                       |    |  |  |                       |    |
|                       |    |    |  |  |                       |    |  |  | ALBA Berlin           | 44 |
|                       |    |    |  |  |                       |    |  |  | Valencia Basket Club  | 67 |
| Valencia Basket Club  | 71 | 85 |  |  |                       |    |  |  |                       |    |
| Aris Saloniki         | 64 | 67 |  |  |                       |    |  |  | Spiel um Platz 3:     |    |
|                       |    |    |  |  | Valencia Basket Club  | 92 |  |  | Bizkaia Bilbao Basket | 76 |
|                       |    |    |  |  | Panellinios Athen     | 80 |  |  | Panellinios Athen     | 67 |
| CB Gran Canaria       | 70 | 75 |  |  |                       |    |  |  |                       |    |
| Panellinios Athen     | 81 | 68 |  |  |                       |    |  |  |                       |    |

## Ehrungen

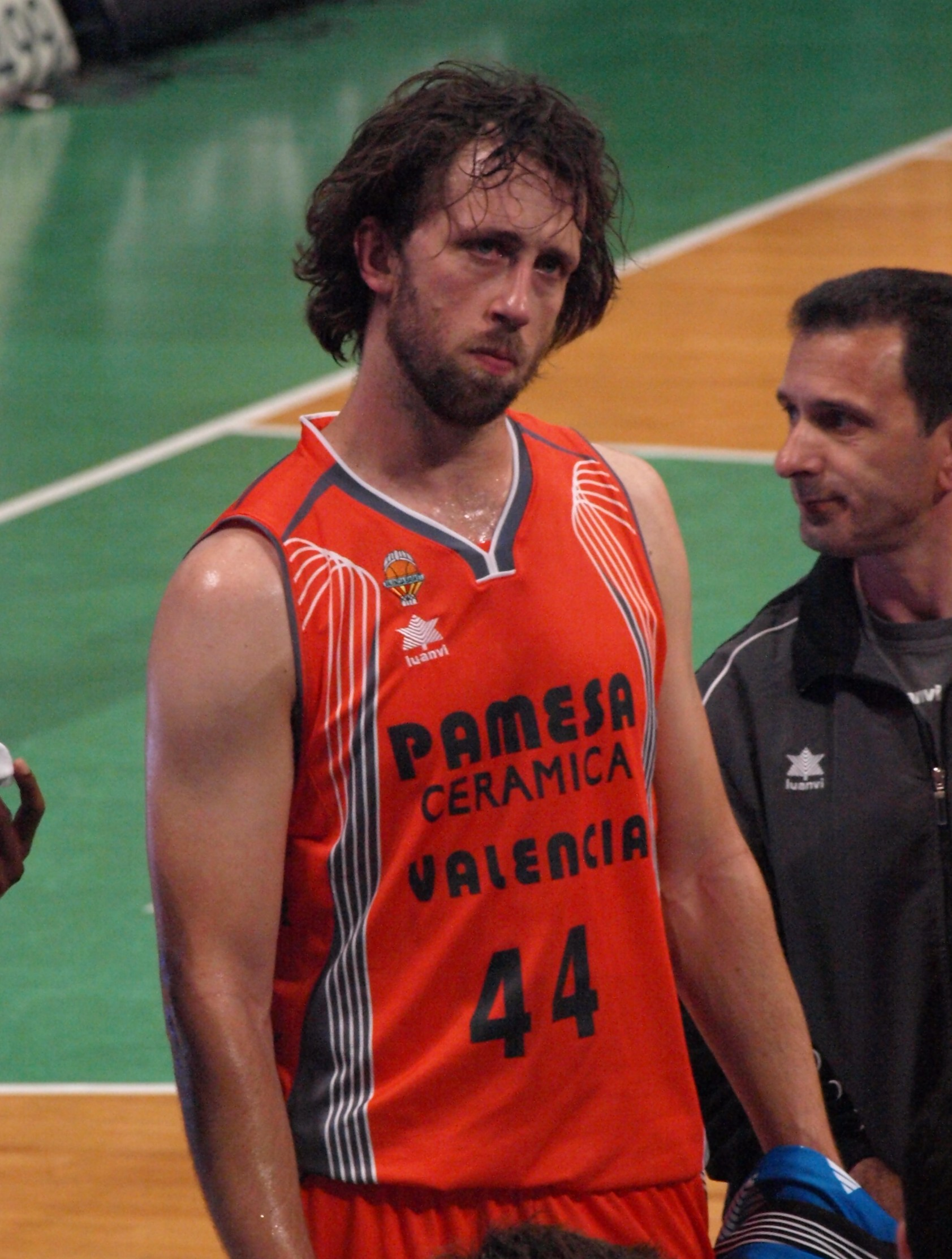
Finals MVP: Matt Nielsen

Am Final-Four-Wochenende in Vitoria wurden folgende Akteure der abgelaufenen Saison besonders ausgezeichnet:

### All-Eurocup First Team 2009/10
- Nando de Colo (Valencia BC)
- Immanuel McElroy (ALBA Berlin)
- Devin Smith (Panellinios)
- Marko Banić (Bilbao Basket) – Regular Season MVP
- Matt Nielsen (Valencia BC) – Finals MVP

### All-Eurocup Second Team 2009/10
- Arthur Lee (ČEZ Nymburk)
- Kostas Charalampidis (Panellinios)
- Dijon Thompson (Hapoel Jerusalem)
- James Augustine (Gran Canaria)
- Blagota Sekulić (ALBA Berlin)

### Coach of the Year
- Ilias Zouros (Panellinios)

### Rising Star Trophy
- Víctor Claver (Valencia BC)